# Dubravko Detoni
Dubravko Detoni (Križevci, 22. veljače 1937.) je hrvatski glazbenik, skladatelj i pisac.
Tvorac je 130 komornih, simfonijskih, solističkih i elektroničkih skladbi, te niza projekata. Utemeljitelj je i umjetnički predvodnik (od 1970.) Ansambla Centra za nove tendencije (ACEZANTEZ), s kojima je izvodio i snimio mnoga djela. Izvođena su na svim kontinentima, na najvažnijim svjetskim festivalima, snimljena su u domovini i inozemstvu te izdana na 46 diskografskih izdanja.
Objavio je osam vrlo zapaženih knjiga glazbenih eseja i poezije. Dugogodišnji je glazbeni urednik HRT-a (od 1964.), i u tom je vremenu kreirao brojne serije radijskih i televizijskih emisija koje su često obrađivale dostignuća hrvatske glazbe.

## Životopis i djela
Dubravko Detoni rođen je 22. veljače 1937. godine u Križevcima. U Zagrebu na Muzičkoj akademiji diplomirao je glasovir kod Svetislava Stančića i kompoziciju kod Stjepana Šuleka. Usavršavao se u Sieni kod Guida Agostia i Alfreda Cortota, u Varšavi kod Witolda Lutosławskia, Graźyna Bacewicza, u Darmstadtu kod Györgya Ligetija i Karlheinza Stockhausena, te u Parizu kod Johna Cagea.
Autor je velikog broja multimedijalnih projekata i eksperimenata, radijskih i televizijskih emisija, devet knjiga poezije i eseja, mnogobrojnih koncertnih i diskografskih komentara, te 130 opusa orkestralne, komorne, solističke, vokalne i elektroničke glazbe. U proteklih nekoliko desetljeća njegova su djela objavljena na 42 diskografska izdanja, koja su tiskana u Hrvatskoj i u svijetu, te su s velikim uspjehom izvođena na koncertima i uglednim festivalima. Za ova djela dobio je tri ugledne europske skladateljske nagrade, "Pariški biennale", "Međunarodna skladateljska tribina UNESCO-a" i "Premio Italia". Također je dobio i niz domaćih priznanja od koji su neka; godišnja nagrada Vladimir Nazor, nagrada Josip Štolcer Slavenski, nagrada zagrebačke glazbene kritike Zvono Lotršćaka, nagrada Matice hrvatske, višekratne nagrade Ministarstva kulture RH za najbolje djelo godine i mnoge druge.
Utemeljitelj je i umjetnički ravnatelj sastava za novi zvuk ACEZANTEZ (Ansambl Centra za nove tendencije Zagreb), s kojim je od 1970. godine obišao mnoge europske zemalje kao i dio Amerike i Azije. Sastav 1975. godine dobiva nagradu "Orfej",  za najuspješniji ansambl godine. Dubravko Detoni svojim komentarima (koje objavljuje od 1963.), kao glazbeni pisac popratio je veliki broj domaćih (pra)izvedbi.
Od 1964. godine glazbeni je urednik HRT-a. Autor je mnogobrojnih serija radijskih i televizijskih emisija, koja su se najčešće bavile dostignućima hrvatske glazbe. Kao umjetnički producent Glazbene proizvodnje HRT-a pratio je snimanja i montirao veliki broj trajnih snimki, koja su većinom bila djela hrvatskih skladatelja, a mnoga su kasnije objavljena u Hrvatskoj i inozemstvu.
Objelodanio je trosvezačni dnevnik "Atlas života", koji je ocijenjen kao jedno od najznačajnih proznih djela suvremene hrvatske književnosti.

## Nagrade
- Pariški biennale
- Međunarodna skladateljska tribina UNESCO-a
- Premio Italia
- Godišnja nagrada Vladimir Nazor
- Nagrada Josip Štolcer Slavenski
- Nagrada zagrebačke glazbene kritike Zvono Lotršćaka
- Nagrada Matice hrvatske
- Višekratne nagrade Ministarstva kulture RH za najbolje djelo godine
- 2007. - Dobitnik Porina za životno djelo

## Vanjske poveznice
- LZMK / Hrvatska enciklopedija: Detoni, Dubravko
- Hrvatsko društvo skladatelja: Detoni, Dubravko
- Discogs.com – Dubravko Detoni